# Listowel
Listowel (en gaélico irlandés Lios Tuathail, que significa "Ringfort de los Tuatha") es una ciudad mercado en el condado de Kerry, Irlanda y situada sobre el río Feale.
La ciudad en ocasiones es descrita como la "Capital literaria de Irlanda".

## Historia

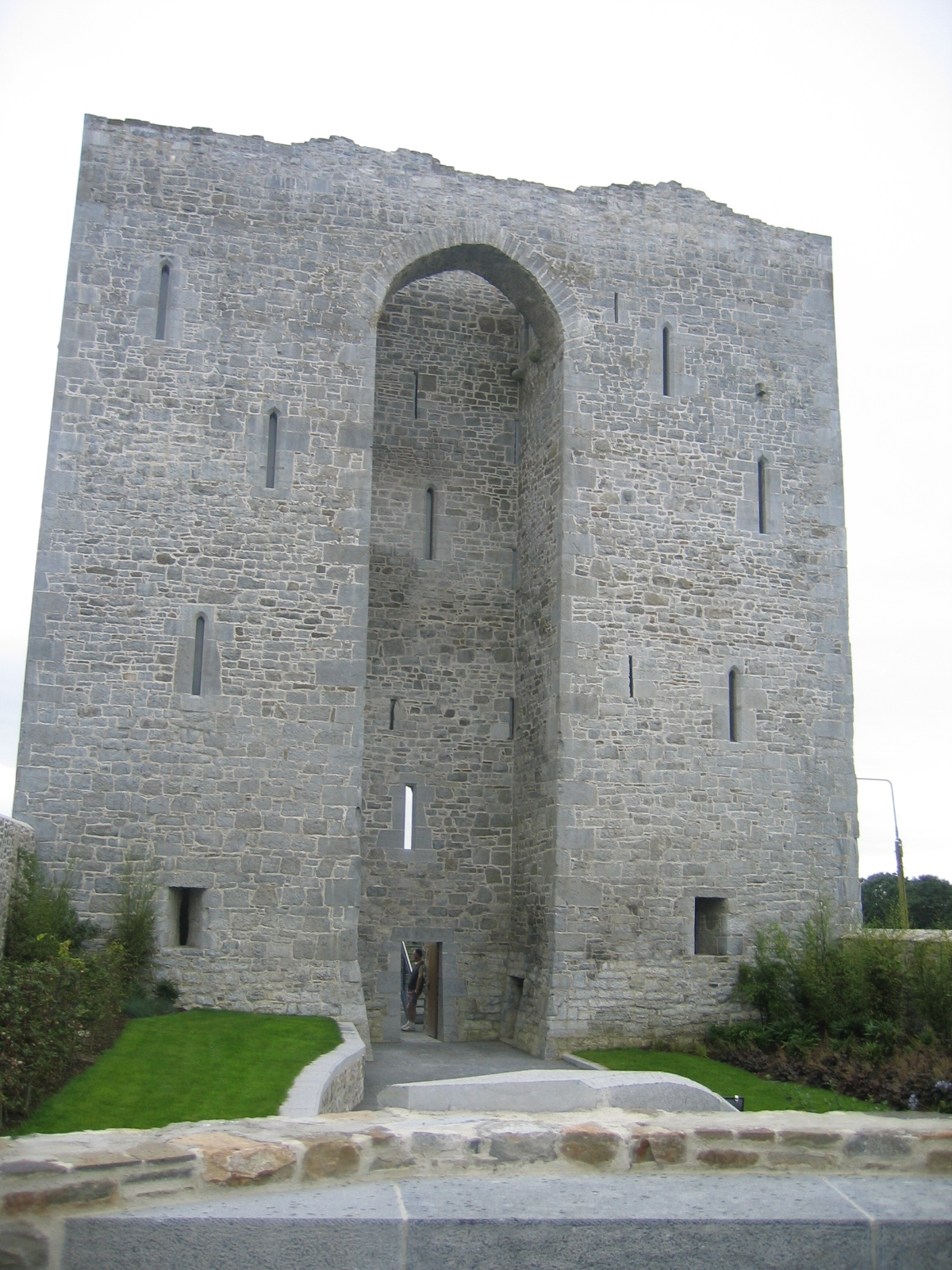
Castillo Listowel.

La historia de Listowel se remonta a 1303 cuando aparece por primera vez en el «Plea Roll». La ciudad se desarrolló alrededor del castillo Listowel, propiedad de la familia Fitzmaurice quiénes eran poseedores del título de Caballero de Kerry, y de su plaza.
Fue el último bastión contra la reina Isabel I de Inglaterra en las rebeliones de Desmond. El castillo, construido en el siglo XV, sería el último sitio en ser sometido, cayendo tras veintiocho días de asedio a Sir Charles Wilmot el 5 de noviembre de 1600. Entonces el castillo pasó a formar parte de la familia Hare, poseedores del título de conde de Listowel. Así, el castillo es uno de los mejores exponentes de arquitectura anglo-normanda de todo el condado de Kerry y ha sido restaurado en calidad de monumento nacional para los visitantes que acceden a éste gratuitamente.

## Cultura

### Writer's Week
La «Writer's Week» es una semana en la que la ciudad de Listowel celebra un festival literario desde 1970 que actualmente cuenta con una audiencia internacional. Los escritores demuestran sus habilidades en poesía, ficción, teatro, crimen, guiones y, más recientemente, escritura de canciones, cómics y cuentos.
Poco después de su creación fueron introducidos premios para reconocer a los nuevos autores, además de incluir entre las actividades lecturas, trabajos, lanzamientos de libros, seminarios, teatro, tours literarios e históricos, exhibiciones de arte, música y danza.

## Ciudades hermanadas
Listowel mantiene un hermanamiento de ciudades con:
- Downpatrick, Irlanda del Norte, Reino Unido, desde el año 1981.
- Shawnee, Kansas, Estados Unidos de América, desde el año 1985.
- Panissières, Auvernia-Ródano-Alpes, Francia, desde el año 1992.
- Los Gatos, California, Estados Unidos, desde el año 1994.
- Listowel, Ontario, Canadá.